# Смілка волзька
Смілка волзька, ушанка волзька як Otites wolgensis (Silene wolgensis) — вид рослин з родини гвоздикових (Caryophyllaceae), поширений у південній Європі, західній і середній Азії.

## Опис
Багаторічна чи дворічна трава. Суцвіття розлогі, волотисті, з неясно вираженими мутовками. Пелюстки білі. Чашечка з чітко вираженими зеленими жилками. Корені міцні, ущільнені. Коробочка еліпсоїдна, 4–6 мм, трохи довша чашечки. Насіння темно-коричневе, ≈ 1 мм. 2n = 24.

## Поширення
Поширений у південній Європі (Сербія, Угорщина, Болгарія, Румунія, Молдова, Україна, Росія), західній і середній Азії (Грузія, Казахстан, Киргизстан, Туркменістан, Сибір, Монголія, Синьцзян).
В Україні вид зростає на степах, кам'янистих відслоненнях, на солонцях — у Лівобережному Лісостепу, Степу, зазвичай; у сх. ч. Правобережного Степу, рідко.